# The Code (Lied)
The Code ist ein englischsprachiger Popsong, mit dem Nemo für die Schweiz den Eurovision Song Contest 2024 gewann.

## Entstehung und Inhalt
Benjamin Alasu, Lasse Midtsian Nymann, Linda Dale und Nemo Mettler schrieben das Lied 2023 im SUISA Songwriting Camp. Eine internationale Publikums- und Fachjury der Schweizerischen Radio- und Fernsehgesellschaft wählte es für den Wettbewerb aus. Am 29. Februar 2024 wurde es als Single veröffentlicht.
Nemo sagte, der Song handle von der nichtbinären Identität, wobei deren Realisieren «Freiheit» bedeute. Die Teilnahme am ESC bedeute, «aufzustehen für die ganze LGBTQIA+-Community». Es gelte, um sich nicht «wie ein Mann oder eine Frau zu fühlen […] ein paar Codes aufzubrechen».

## Eurovision Song Contest

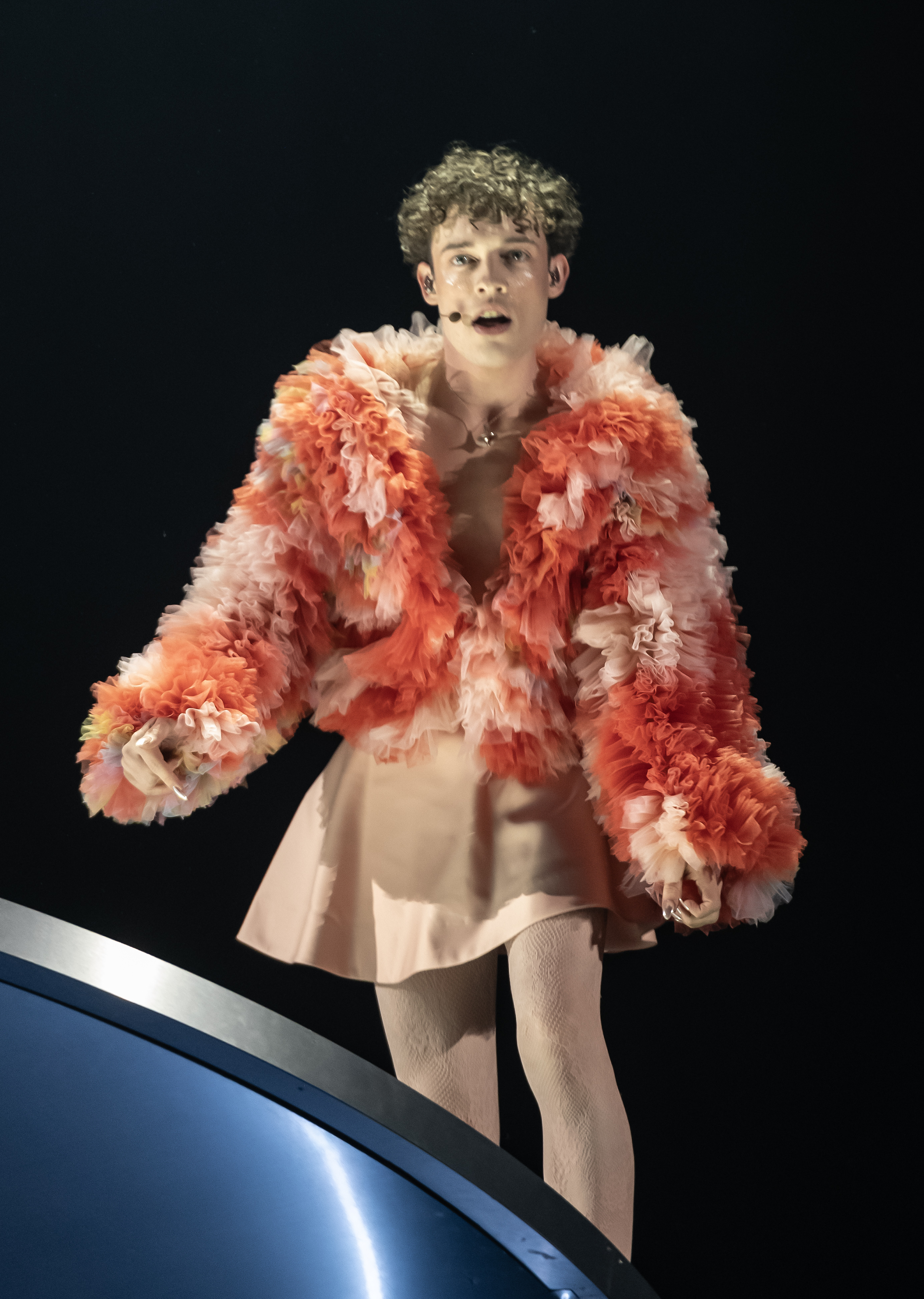
Nemo performt The Code beim Eurovision Song Contest 2024

Beim Eurovision Song Contest 2024 führte Nemo in der Malmö Arena in Malmö den Song im zweiten Halbfinale am 9. Mai 2024 auf. Auf dem vierten Startplatz erreichte der Beitrag in der Zuschauerabstimmung den vierten Platz mit 132 Punkten. Nemo qualifizierte sich damit für das Finale am 11. Mai 2024. Dort trug Nemo den Song auf dem Startplatz 21 vor und entschied den Wettbewerb mit insgesamt 591 Punkten für sich. Dabei erreichte das Lied bei den Jurys mit 365 Punkten den ersten Platz, bei den Zuschauern landete es mit 226 Punkten auf dem fünften Platz.
The Code war nach Lys Assia mit Refrain (1956) und Céline Dion mit Ne partez pas sans moi (1988) der dritte siegreiche Beitrag der Schweiz.

## Kommerzieller Erfolg

### Chartplatzierungen
The Code erreichte nach dem Sieg beim Eurovision Song Contest 2024 die Chartspitze in der Schweiz. Auch in Deutschland, Österreich und dem Vereinigten Königreich platzierte sich das Lied in den Top 20. Für Nemo ist das Lied in der Schweiz der achte Charthit, in Deutschland, Österreich und im Vereinigten Königreich der erste.
| ChartsChartplatzierungen     | Höchstplatzierung | Wochen |
| ---------------------------- | ----------------- | ------ |
| Deutschland (GfK)            | 14 (3 Wo.)        | 3      |
| Österreich (Ö3)              | 2 (3 Wo.)         | 3      |
| Schweiz (IFPI)               | 1 (18 Wo.)        | 18     |
| Vereinigtes Königreich (OCC) | 18 (3 Wo.)        | 3      |

| ChartsJahrescharts (2024) | Platzierung |
| ------------------------- | ----------- |
| Schweiz (IFPI)            | 37          |

### Auszeichnungen für Musikverkäufe
| Land/Region         | Auszeichnungen für Musikverkäufe (Land/Region, Auszeichnung, Verkäufe) | Verkäufe |
| ------------------- | ---------------------------------------------------------------------- | -------- |
| Griechenland (IFPI) | Platin                                                                 | 20.000   |
| Schweiz (IFPI)      | Platin                                                                 | 30.000   |
| Insgesamt           | 2× Platin ·                                                            | 50.000   |

## Auszeichnungen
Das Lied The Code wurde bei der Vergabe des Marcel-Bezençon-Preises in den Kategorien Künstler- und Komponisten-Preis geehrt.